# Црква Свете Тројице у Партешу
Црква Свете Тројице у Партешу, насељеном месту на територији општине Гњилане, на Косову и Метохији, припада Епархији рашко-призренској Српске православне цркве.
У селу Партеш није било цркве све до 1990. године до добијања дозволе за изградњу храма, да би у септембру освећен камен темељац за градњу цркве посвећене Светој Тројици. Освештење је извршио и благосолов за градњу цркве дао је митрополит рашко-призренски владика Павле (Гојко Стојчевић; 1914–2009) који је био на овој дужности од 1957. до 1990. године, а потом се налазио на дужности патријарха до своје смрти.
Градња цркве трајала је све до 1996. године, када је на Духовни уторак 28. маја обављено освећење цркве од стране преосвећеног патријарха Павла са свештенством. Викарни Епископ Липљански Теодосије је у октобру 2010. године служио Свету Литургију и освештао камен темељац за звоник поред цркве Свете Тројице у Партешу.
У цркви је 2013. године новембра месеца постављен владичански трон који је урађен у камену по узору на онај из манастира Дечани.